# Andonectes septentrionalis
Andonectes septentrionalis är en skalbaggsart som beskrevs av García 2002. Andonectes septentrionalis ingår i släktet Andonectes och familjen dykare. Inga underarter finns listade i Catalogue of Life.